# The Way That I Love You
"The Way That I Love You" é uma canção da cantora americana Ashanti, para promover o seu álbum de estúdio, The Declaration, lançada como single nos Estados Unidos no dia 26 de Janeiro de 2008. Essa canção foi escrita apenas por Ashanti, ela chegou a descrever a sua canção como muito dramática, dolorosa e emotiva.

Durante uma entrevista para a MTV, Ashanti disse: 
| “ | Peguei uma caneta e um bloco e comecei a anotar as palavras, foi isso que saiu. | ” |

## Videoclipe
O videoclipe foi dirigido por Kevin Bray. O clipe é semelhante a séries como CSI: Crime Scene Investigation, Law & Order e Heroes, no clipe Ashanti é traida pelo seu namorado (interpretado pelo cantor-ator Christian Keyes).

## Faixas e formatos
12" Disc
| Lado A |                                               |         |  |
| N.º    | Título                                        | Duração |  |
| 1.     | "The Way That I Love You" ((Radio Edit Clean) | 3:54    |  |
| 2.     | "The Way That I Love You" (Instrumental)      | 4:30    |  |
| 3.     | "The Way That I Love You" (Acappella Clean)   | 3:56    |  |

| Lado B |                                                |         |  |
| N.º    | Título                                         | Duração |  |
| 1.     | "The Way That I Love You" (Main Version Clean) | 4:30    |  |
| 2.     | "The Way That I Love You" (Instrumental)       | 4:30    |  |
| 3.     | "The Way That I Love You" (Acappella Clean)    | 3:56    |  |

## Desempenho
| Tabelas musicais (2008)                | Melhor posição |
| -------------------------------------- | -------------- |
| Estados Unidos - Billboard Hot 100     | 37             |
| Estados Unidos - Hot R&B/Hip-Hop Songs | 2              |
| Estados Unidos - Radio Songs           | 14             |
| Japão - Japan Hot 100                  | 96             |